# Cas Negreira
El Cas Negreira, també conegut com a Barçagate, és una investigació per una possible corrupció esportiva. La principal acusació es fa a l'Agència Tributària d'Espanya, aquesta possible corrupció involucra a José María Enríquez Negreira, Negreira, és un exàrbitre de futbol professional espanyol i en aquell moment era el vicepresident del comitè tècnic d'àrbitres. El qual és acusat per arbitrar malament, a favor del Futbol Club Barcelona, aquest àrbitre va rebre 7,3 milions d'euros, per així poder beneficiar al Barça. Aquesta investigació va sortir a la llum el dia 15 de febrer de 2023.

## Investigació
La investigació iniciada per la fiscalia, després de rebre un avís de l'agència tributària que explicava una corrupció exercida pel Futbol Club Barcelona a Negreira, va sorgir el maig de 2022, a causa d'algunes irregularitats en l'IRPF, també es va començar a investigar per les declaracions que va exercir Negreira.
Negreira va rebre al voltant de 7 milions d'euros entre l'any 2001 i l'any 2018 per col·laborar presumptament amb un arbitratge arreglat a favor del Futbol Club Barcelona i penalitzar als equips contraris al Barça. El fill de Negreira va afirmar a hisenda que el Futbol Club Barcelona el pagava per assegurar un arbitratge arreglat, per així saber que no seria perjudicat en els moments dels partits.
Quan Hisenda va preguntar al Barça, sobre aquests pagaments el Barça va respondre: "No es va fer un contracte per escrit, el club desconeix algun contracte verbal, ja que ens hauríem de remuntar el 2001, per la qual cosa, les persones que van negociar aquests contractes ja no son personal del club".Una altra cosa que va a favor del Barça, és que Hisenda no va trobar cap prova que comproves que Negreira va rebre diners, per poder canviar algun resultat d'algun partit.

## Aspectes judicials
El dia 28 de setembre Joaquim Aguirre, titular del jutjat d'instrucció número 1 de Barcelona, va imputar per un delicte de suborn al Futbol Club Barcelona, per oferir uns pagaments a Negreira. També va iniciar una investigació en contra de Negreira, el seu fill i els expresidents del Barça Josep Maria Bartomeu i Sandro Rosell.

## Pagaments
Segons les fonts judicials de El País els pagaments arriben a un preu 7,3 milions d’euros des de l’any 2001 a l’any 2018, durant aquests pagaments, van passar per la presidència del Barça 4 presidents.
Van ser registrats pagaments a 7 empreses diferents: Dasnil 95 SL, Nisdal SCP, Soccercam SLU, Estudio ATD, Tresep 2014 SL, Best Norton SL i Radamanto SL.

## Pagaments per any
| Any  | Cuantitat acomulada  | Empresa              | President d’aquell moment |
| 2001 | 163.625,56           | DASNIL 95 SL         | Joan Gaspar               |
| 2002 |                      |                      |                           |
| 2003 | 135.456              | SOCCERCAM            |                           |
| 2004 | 67.625               | Joan Laporta         |                           |
| 2005 | 35.555               |                      |                           |
| 2006 |                      | NISDAL SCP           |                           |
| 2007 |                      |                      |                           |
| 2008 |                      |                      |                           |
| 2009 | 575.000              |                      |                           |
| 2010 |                      |                      |                           |
| 2011 |                      | Sandro Rosell        |                           |
| 2012 |                      |                      |                           |
| 2013 |                      |                      |                           |
| 2014 | 645.559,2            |                      |                           |
| 2015 | 640.970,98           | Josep Maria Bartomeu |                           |
| 2016 | 644.600,91 (Amb iva) | DASNIL 95 SL         |                           |
| 2017 | 541.752              |                      |                           |
| 2018 | 318.200              |                      |                           |